# Silkeborgs amt
Silkeborgs amt (danska: Silkeborg Amt) var ett amt som omfattade ett område på den mellersta delen av halvön Jylland i västra Danmark. Det hade gemensam amtman med Dronningborgs och Mariagers amt och administrerades från staden Randers, som trots att den inte ingick i amtet utgjorde residensstad. Amtet har fått sitt namn från det gamla, numera rivna Silkeborgs slott i Silkeborg.

## Administrativ historik
Silkeborgs amt bildades när Danmarks län ersattes av amt 1662 och ersatte då det dåvarande slottslänet Silkeborgs län.
Amtet upphörde i samband med amtsreformen 1793 då Gjerns och Hids härader blev en del av det då nybildade Århus amt, medan Lysgårds härad fördes till Viborgs amt och Vrads härad fördes till Ringkjøbings amt.
1821 fördes dock Hids härad över från Århus amt till Viborgs amt och 1822 fördes Vrads härad över från Ringkjøbings amt till Århus amt.
1824 bröts den västra delen av Århus amt, inklusive Gjerns och Vrads härader, ut och bildade Skanderborgs amt. Det tidigare Silkeborgs amts område var därefter delat mellan Skanderborgs amt respektive Viborgs amt.
I samband med kommunreformen 1970 upphörde Skanderborgs amt då det delades mellan Vejle amt och Århus amt. Sedan kommunreformen 2007 tillhör området i sin helhet Region Mittjylland.

## Härader
Silkeborgs amt omfattade fyra härader:
- Gjerns härad (västra delen)
- Hids härad
- Lysgårds härad
- Vrads härad